# Rabuń
Rabuń (biał. Рабунь; ros. Рабунь) – wieś na Białorusi, w obwodzie mińskim, w rejonie wilejskim, w sielsowiecie Krzywe Sioło.

## Historia
W czasach zaborów sioło w okręgu wiejskim Rabuń, w gminie Rabuń, w powiecie wilejskim, w guberni wileńskiej Imperium Rosyjskiego. W 1865 roku liczyła 482 mieszkańców w 50 domach. Należała do dóbr skarbowych Rabuń.
W latach 1921–1945 wieś leżała w Polsce, w województwie wileńskim, w powiecie wilejskim, w gminie Rzeczki, od 1 stycznia 1926 roku w gminie Kościeniewicze.
Według Powszechnego Spisu Ludności z 1921 roku zamieszkiwało tu 668 osób, 11 było wyznania rzymskokatolickiego, 656 prawosławnego a 1 ewangelickiego. Jednocześnie 663 mieszkańców zadeklarowało polską a 5 białoruską przynależność narodową. Było tu 118 budynków mieszkalnych. W 1931 w 143 domach zamieszkiwało 759 osób.
Wierni należeli do parafii rzymskokatolickiej w Kościeniewiczach i miejscowej prawosławnej. Miejscowość podlegała pod Sąd Grodzki w Krzywiczach i Okręgowy w Wilnie; właściwy urząd pocztowy mieścił się w Kościeniewiczach.
W wyniku napaści ZSRR na Polskę we wrześniu 1939 miejscowość znalazła się pod okupacją sowiecką. 2 listopada została włączona do Białoruskiej SRR. Od czerwca 1941 roku pod okupacją niemiecką. W 1944 miejscowość została ponownie zajęta przez wojska sowieckie i włączona do Białoruskiej SRR.
Od 1991 w składzie niepodległej Białorusi.